# John Grogan (polityk)
John Timothy Grogan (ur. 24 lutego 1961 w Halifaksie) – brytyjski polityk Partii Pracy, deputowany Izby Gmin.

## Działalność polityczna
W okresie od 1 maja 1997 do 6 maja 2010 reprezentował okręg wyborczy Selby, a od 8 czerwca 2017 do 6 listopada 2019 okręg wyborczy Keighley w brytyjskiej Izbie Gmin.